# 我們都是這樣長大的 (鄭秀文歌曲)
《我們都是這樣長大的》為香港女歌手鄭秀文的派台作品，為其在2019年的首支主打歌及演唱會主題曲。單曲於2019年6月24日中午派至香港各大電台，於翌日在各大串流平台上架，並收錄在2019年7月12日推出的新曲加精選《我們都是這樣長大的》專輯當中。歌曲推出後引起極大迥響，大部份網友亦表示曲和詞都非常有共鳴；榜單表現不俗，並於樂壇頒獎禮中獲得多個大獎，包括其首次獲得的「叱咤樂壇至尊歌曲大獎」。

## 創作背景
歌名取自鄭秀文在娛樂圈的第一個工作，為電台廣播劇《我們都是這樣長大的》，以作紀念，該廣播劇於1988-89年間於商業電台叱咤903播出，鄭秀文聲演主角「明珠」。2019年，鄭秀文推出《我們都是這樣長大的》，並作為「#FOLLOWMi鄭秀文世界巡迴演唱會」的主題曲。此歌曲令鄭秀文再度與叱咤903合作錄製《我們都是這樣長大的 2019》，為同名廣播劇的30周年紀念版，鄭秀文同樣聲演「明珠」。歌名原為《寒徹骨》，鄭秀文把歌名改為《我們都是這樣長大的》，但對新晉填詞人詩詞填寫的歌詞則一字一句完全保留，不作改動，稱讚其寫出如此感人的歌詞。

## 歌曲班底
- 作曲：徐沛昕
- 作詞：詩詞
- 編曲：褚鎮東、徐沛昕
- 監製：蔡德才@人山人海

## 音樂錄影帶 (MV)
- MV由麥曦茵執導，第一版本MV在網絡平台發佈的首兩星期合共累積接近一百萬點擊率，推出一個月後更高達二百六十萬點擊率。而第二版本MV經已製作完畢，但因為特別原因而擱置推出計劃。第一版本MV更獲得YouTube 2019十大熱門本地音樂影片第五位。

| 歌名               | 執導               | 首播頻道                | 首播日期      | 附註                                |
| ------------------ | ------------------ | ----------------------- | ------------- | ----------------------------------- |
| 我們都是這樣長大的 | Heiward Mak 麥曦茵 | 寰亞唱片官方YouTube頻道 | 2019年7月11日 | 第一版本連結 （页面存档备份，存于） |

### 官方MV觀看次數
|          | Youtube   |                  |
| -------- | --------- | ---------------- |
| 觀看次數 | 9,512,547 | (截至15/09/2022) |

## 各傳媒流行周榜之最高位置
|          | 香港 | 香港 | 香港 | 香港            | 加拿大 |
| 903      | RTHK | 997  | TVB  | 至 HIT 中文歌曲 |        |
| -------- | ---- | ---- | ---- | --------------- | ------ |
| 最高位置 | 1    | 1    | 1    | x               | {1}    |

- *  尚在榜上
- {1}  五星期冠軍
- x  無派往該台

## 榜單表現
| 榜單                      | 最高排名 | 參考   |
| 香港KKBOX綜合新歌日榜     | 1        | [ 9 ]  |
| 香港KKBOX本地新歌日榜     | 1        | [ 10 ] |
| 香港KKBOX本地單曲日榜     | 1        | [ 11 ] |
| 香港Joox新歌推介榜        | 1        |        |
| 香港MOOV日日新歌Top 100   | 1        |        |
| 臺灣KKBOX粵語新歌日榜     | 1        | [ 12 ] |
| 臺灣KKBOX粵語單曲日榜     | 1        | [ 13 ] |
| 新加坡KKBOX粵語新歌日榜   | 1        |        |
| 马来西亚KKBOX粵語新歌日榜 | 1        |        |

| 榜單                               | 最高排名 | 參考   |
| 香港KKBOX粵語年度單曲累積榜        | 1        | [ 14 ] |
| 新加坡KKBOX粵語年度單曲累積榜      | 1        | [ 15 ] |
| 马来西亚KKBOX粵語年度單曲累積榜    | 1        | [ 16 ] |
| 香港Joox最高播放率單曲（所有語言） | 2        |        |
| 臺灣KKBOX粵語年度單曲累積榜        | 2        | [ 17 ] |

| 榜單                      | 最高排名 | 參考   |
| 香港KKBOX本地新歌週榜     | 1        | [ 18 ] |
| 香港KKBOX本地單曲週榜     | 1        | [ 19 ] |
| 香港Joox本地熱播榜        | 1        |        |
| 香港Spotify最Hit粵語榜    | 1        |        |
| 中国QQ音樂香港地區榜      | 1        |        |
| 臺灣KKBOX粵語新歌週榜     | 1        |        |
| 臺灣KKBOX粵語單曲週榜     | 1        |        |
| 新加坡KKBOX粵語新歌週榜   | 1        |        |
| 马来西亚KKBOX粵語新歌週榜 | 1        |        |

## 獎項 / 提名
歌曲獲頒2019年度「叱咤樂壇至尊歌曲大獎」、「十大中文金曲」、「全球華人至尊金曲」、「新城勁爆播放指數歌曲」大獎，其中「叱咤樂壇至尊歌曲大獎」是鄭秀文出道三十年首次奪得該獎。歌曲亦在CASH金帆音樂獎斬獲4個獎項，包括：CASH最佳歌曲大獎、最佳女歌手演繹、最佳旋律及最佳歌詞，為當晚頒獎禮的大贏家。而鄭秀文更是首次奪得CASH最佳歌曲大獎及最佳女歌手演繹獎項。
| 年份   | 頒獎典禮                                  | 獎項                       | 入圍者             | 結果 |
| ------ | ----------------------------------------- | -------------------------- | ------------------ | ---- |
| 2019年 | CASH金帆音樂獎                            | 最佳女歌手演繹             | 鄭秀文             | 獲獎 |
| 2019年 | CASH金帆音樂獎                            | 最佳歌詞                   | 詩詞               | 獲獎 |
| 2019年 | CASH金帆音樂獎                            | 最佳編曲                   | 褚鎮東/徐沛昕      | 提名 |
| 2019年 | CASH金帆音樂獎                            | CASH最佳歌曲大獎           | 我們都是這樣長大的 | 獲獎 |
| 2019年 | CASH金帆音樂獎                            | 最佳旋律                   | 徐沛昕             | 獲獎 |
| 2019年 | 全球華語歌曲排行榜                        | 最佳作曲獎                 | 徐沛昕             | 獲獎 |
| 2019年 | 全球華語歌曲排行榜                        | 年度二十大金曲獎           | 我們都是這樣長大的 | 獲獎 |
| 2019年 | 2019年度新城勁爆頒獎禮                    | 勁爆播放指數歌曲           | 我們都是這樣長大的 | 獲獎 |
| 2019年 | Youtube 2019 原創音樂影片榜               | 香港十大熱門本地音樂影片   | 我們都是這樣長大的 | 獲獎 |
| 2020年 | 2019年度叱咤樂壇流行榜頒獎典禮            | 叱咤樂壇我最喜愛的歌曲大獎 | 我們都是這樣長大的 | 七強 |
| 2020年 | 2019年度叱咤樂壇流行榜頒獎典禮            | 叱咤樂壇至尊歌曲大獎       | 我們都是這樣長大的 | 獲獎 |
| 2020年 | KKBOX - 香港本地年度單曲累積榜2019        | 本地年度單曲第一位         | 我們都是這樣長大的 | 獲獎 |
| 2020年 | KKBOX - KKBOX編輯年度嚴選本地十大單曲2019 | 十大單曲                   | 我們都是這樣長大的 | 獲獎 |
| 2020年 | Joox - 2019最高播放率單曲（任何語言）     | 第二位                     | 我們都是這樣長大的 | 獲獎 |
| 2020年 | 第四十二屆十大中文金曲                    | 十大中文金曲               | 我們都是這樣長大的 | 獲獎 |
| 2020年 | 第四十二屆十大中文金曲                    | 全球華人至尊金曲獎         | 我們都是這樣長大的 | 獲獎 |
| 2020年 | 2019 加拿大至 HIT 中文歌曲排行榜年度總選  | 專業推崇十大粵語歌曲       | 我們都是這樣長大的 | 獲獎 |